# 孔广森

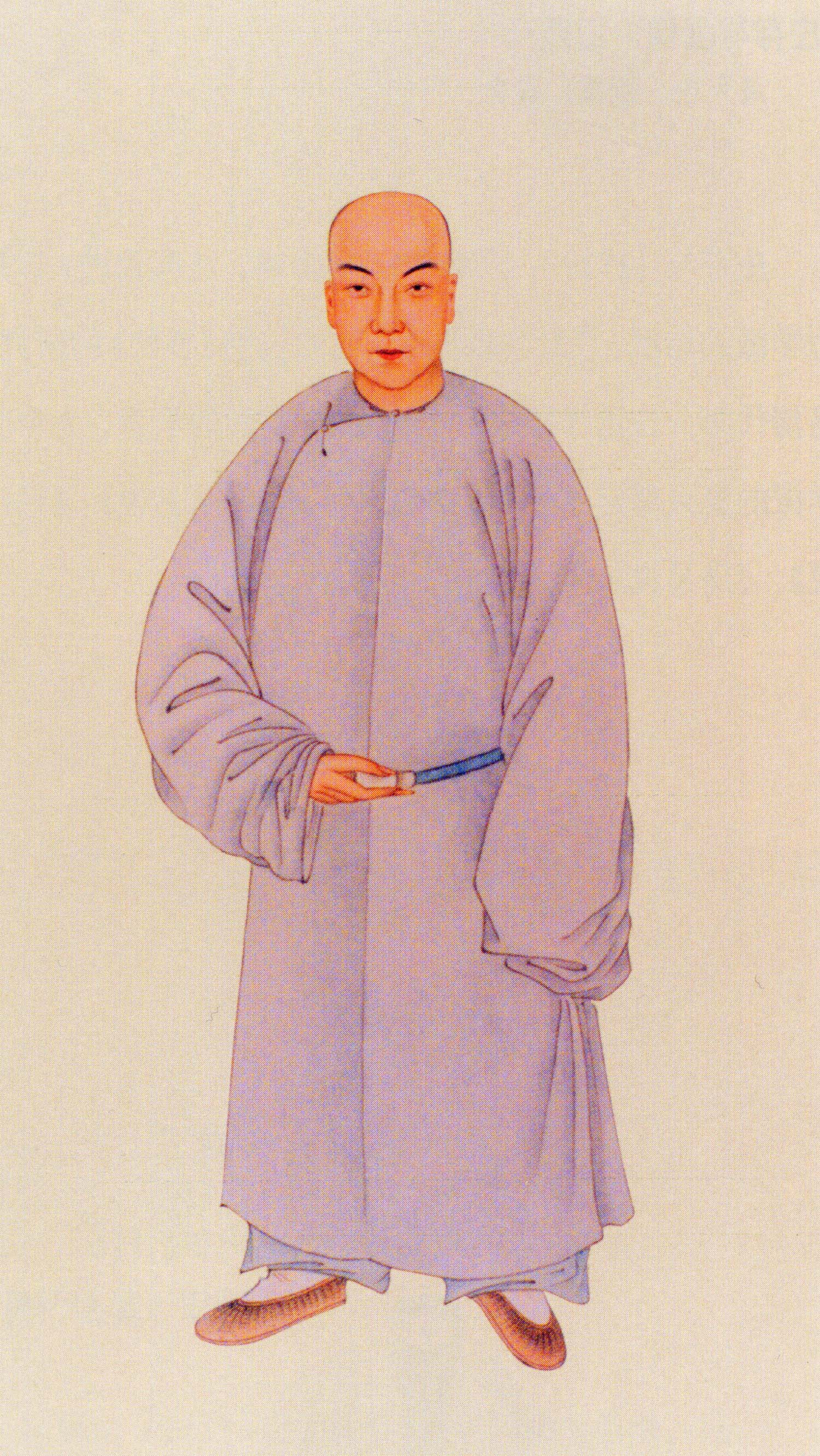
《清代學者象傳》之孔廣森

孔廣森（1753年1月11日—1786年12月26日），字眾仲，一字撝約，號顨軒。山東曲阜人。清代翰林、学者，八大骈文家之一。

## 生平
孔子七十代孫。孔傳鐸之孫，孔繼汾次子，孔廣林之弟；生於乾隆十七年十二月八日（1753年1月11日）。少受業於戴震，乾隆三十六年（1771年）年十九歲中辛卯科進士，姚鼐為同考官，入選翰林院庶吉士，散館，授檢討。卒於乾隆五十一年（1786年）十一月八日，享年三十五歲。撰有《春秋公羊傳通義》、《大戴禮記補注》、《禮學卮言》、《經學卮言》、《詩聲類》等專著，又有駢文集《顨軒駢儷文》。

## 參考書目

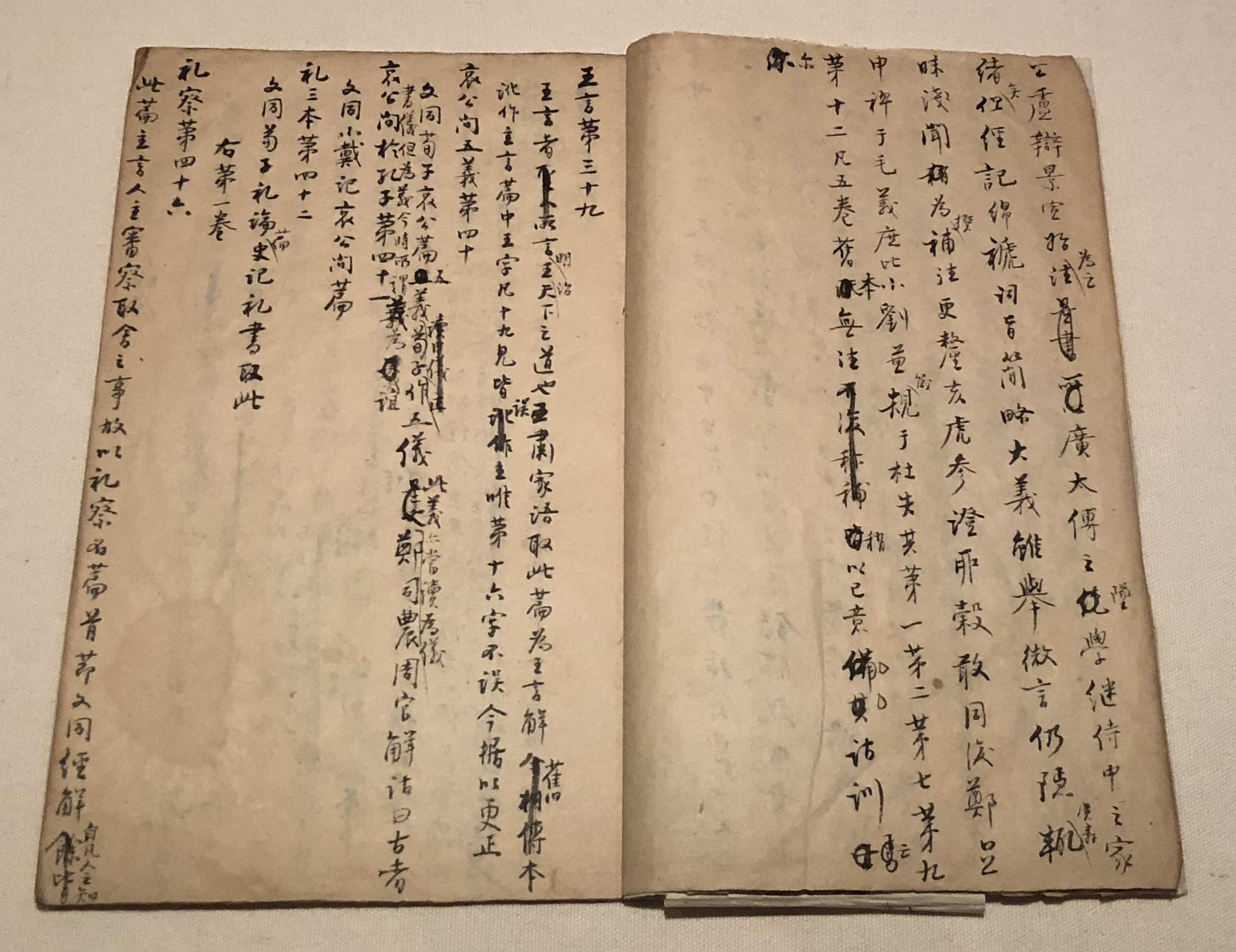
大戴礼记补注 稿本